# Apteronotidae
Famille
Les Apteronotidae sont une famille de poissons de l'ordre des Gymnotiformes. 

## Liste des genres
Selon FishBase (4 mai 2010) :
- genre Adontosternarchus Ellis in Eigenmann, 1912
- genre Apteronotus Lacepède, 1800
- genre Compsaraia Albert, 2001
- genre Magosternarchus Lundberg, Cox Fernandes & Albert in Lundberg, Cox Fernandes, Albert & Garcia, 1996
- genre Megadontognathus Mago-Leccia, 1994
- genre Orthosternarchus Ellis, 1913
- genre Parapteronotus Albert, 2001
- genre Pariosternarchus Albert & Crampton, 2006
- genre Platyurosternarchus Mago-Leccia, 1994
- genre Porotergus Ellis in Eigenmann, 1912
- genre Sternarchella Eigenmann in Eigenmann & Ward, 1905
- genre Sternarchogiton Eigenmann in Eigenmann & Ward, 1905
- genre Sternarchorhamphus Eigenmann in Eigenmann & Ward, 1905
- genre Sternarchorhynchus Castelnau, 1855
- genre Tembeassu Triques, 1998

## Référence
- Jordan, 1923 : A classification of fishes including families and genera as far as known. Stanford University publications. University series. Biological sciences, vol. 3, p. 79-243.